# Andorra en los Juegos Olímpicos de Sarajevo 1984
Andorra estuvo representada en los Juegos Olímpicos de Sarajevo 1984 por un total de dos deportistas que compitieron en esquí alpino.
El equipo olímpico andorrano no obtuvo ninguna medalla en estos Juegos.